# Tadeusz Ferenc
Pour les articles homonymes, voir Ferenc.
Tadeusz Ferenc, né le 10 février 1940 à Rzeszów et mort dans la même ville le 27 août 2022, est un homme politique polonais de gauche, qui a notamment été député à la diète à partir de 2001 et, depuis 2002 jusqu'à 2021, président (maire) de Rzeszów (voïvodie des Basses-Carpates).

## Biographie
De 1956 à 1963, Tadeusz Ferenc travaille comme ouvrier dans l'entreprise WSK Rzeszów avant de progresser dans l'échelle hiérarchique. En 1975, il obtient un diplôme délivré par l'Académie d'économie de Cracovie tout en devenant directeur adjoint de la société Transbud Rzeszów. De 1981 à 1984, il est cadre supérieur chez Budimex puis aux établissements de réparation de voitures de Rzeszów. À partir de 1985, il travaille dans le secteur du logement social. Il est notamment président d'une société coopérative de logement jusqu'en 2001.
Tadeusz Ferenc est membre depuis 1964 du parti ouvrier unifié polonais et, après le changement de régime, de ses successeurs juridiques, la Social-démocratie de la république de Pologne (SdRP) puis l'Alliance de la gauche démocratique (SLD). En 2001, il est élu député socialiste à la diète, d'où il démissionne pour cause d'interdiction de cumul quand il devient en 2002  président (maire) de sa ville de Rzeszów, ville pourtant réputée plutôt conservatrice.
Il est réélu à deux reprises dès le premier tour en 2006 (76,59 % des suffrages exprimés) et en 2010 (53,25 % des voix).

## Décoration
- Commandeur avec étoile de l'ordre Polonia Restituta (27 mai 2022)[4]